# (27522) Lenkenyon
(27522) Lenkenyon est un astéroïde de la ceinture principale.

## Description
(27522) Lenkenyon est un astéroïde de la ceinture principale. Il fut découvert le 27 avril 2000 à Socorro (Nouveau-Mexique) par le projet LINEAR. Il présente une orbite caractérisée par un demi-grand axe de 2,64 UA, une excentricité de 0,06 et une inclinaison de 3,3° par rapport à l'écliptique.

## Compléments